# Pipilotti Rist

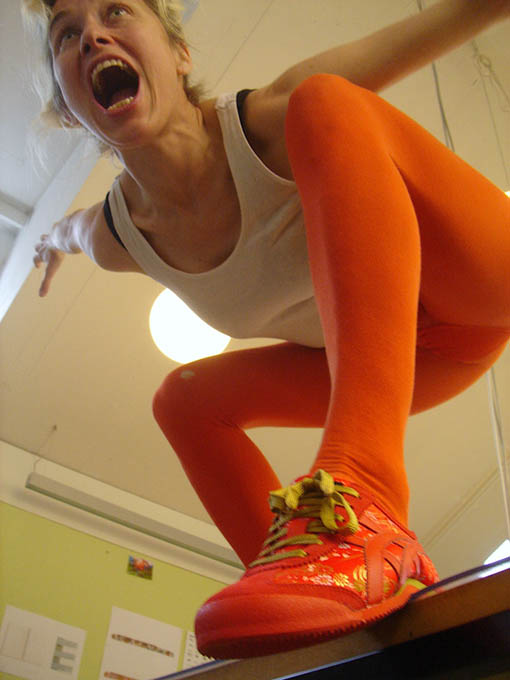
Pipilotti Rist

Pipilotti Rist, egentligen Elisabeth Charlotte Rist, född 21 juni 1962, är en schweizisk videokonstnär. Hon arbetar med rörlig bild, ofta i stor skala. Bilder och videor projiceras i tak eller mot möbler i stora installationer. Till hennes mest kända verk hör Sip My Ocean (1996), Ever is Over All (1997), Homo Sapiens Sapiens (2005) och Gravity, Be My Friend (2007).